# Терабіт
Терабіт  — одиниця вимірювання двійкової інформації при передачі цифрових даних або збереженні.  Префікс тера (символ Т) визначається в Міжнародній системі одиниць (SI) як множник 1012 (1 трильйон, коротка шкала),  і таким чином,
1 терабіт = 1012біт = 1000000000000біт = 1000 гігабіт.
Терабіт позначається як Тбіт або Тб.